# 短頷歐雅魚

短頷歐雅魚（学名：Squalius svallize）为輻鰭魚綱鯉形目雅羅魚科的一個種，被IUCN列為易危保育類動物，分布於歐洲克羅埃西亞及波士尼亞，體長可達27.7公分，棲息在河川及沼澤，屬肉食性，以無脊椎動物為食，受汙染及外來種的威脅。